# جامد

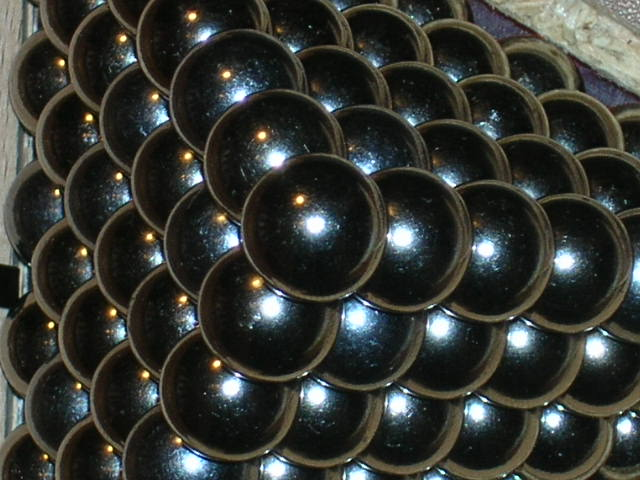
یک مادهٔ جامد

جامد (به انگلیسی: Solid) سخت‌ترین حالت بین هفت حالت ممکن (جامد، مایع، گاز، پلاسما، نوترونی،چگالش بوز-انیشتین و چگال فرمیونی برای ماده (فیزیک) است. در این حالت، اتمها در مکان‌های مشخصی قرار گرفته و فقط می‌توانند در حول نقطهٔ تعادل خود در شبکه، نوسان کنند. جامد برخلاف مایع جاری نمی‌شود یا شکل ظرفش را نمی‌گیرد و بر خلاف گاز منبسط نمی‌شود تا کل محیط دربرگیرنده را پوشش دهد. اتم‌ها در یک جامد می‌توانند به‌طور منظم قرار گیرند (مانند بلورها، فلزات و یخ) یا به‌طور نامنظم که به آن جامد آمورف می‌گویند (مانند شیشه).
آن بخشی از فیزیک که به بررسی جامدات می‌پردازد فیزیک حالت جامد می‌نامند و اصلی‌ترین بخش فیزیک ماده چگال (که شامل مایعات نیز هست) است. همچنین علم مواد به  خواص فیزیک و شیمیایی جامدات می‌پردازد.

## مشخصه جامد
جرم ثابت دارد و ثابت است و خاصیت ارتجاعی و اکثر آنها قابلیت کشسانی بسیار کمی دارد.

## طبقه‌بندی جامدات
مواد جامد را از لحاظ خواص می‌توان به شکل زیر طبقه‌بندی کرد:
- فلزات و آلیاژها
- جامدات آلی (پلیمرها)
- سرامیکها
- کامپوزیتها